# 北条鉄道北条線
北条線（ほうじょうせん）は、兵庫県小野市の粟生駅から兵庫県加西市の北条町駅までを結ぶ北条鉄道の鉄道路線である。
加西市南部の田園地帯を通り、西日本旅客鉄道（JR西日本）加古川線および神戸電鉄粟生線と同市の中心地北条町を結ぶ。

## 路線データ
- 管轄（事業種別）：北条鉄道（第一種鉄道事業者）
- 路線距離（営業キロ）：13.6km[2]
- 軌間：1067mm[2]
- 駅数：8駅（起終点駅含む）[2]
- 複線区間：なし（全線単線）
- 電化区間：なし（全線非電化）
- 閉塞方式：票券指令閉そく式（法華口駅で分割）[3]
- 最高速度：65km/h[1]
- IC乗車カード対応区間：なし

## 運行形態
線内折り返し列車のみで、日中は1時間あたり1本の運行。ワンマン運転を実施している。北条町駅の始発は平日5時41分、休日5時39分、粟生駅の最終は平日・休日共に23時14分である。
2020年に法華口駅に交換設備が完成し、同年9月1日のダイヤ改正で平日（月 - 金曜日）の朝に3往復、夕方に2往復の計5往復が増発され、平日は1日22往復、土休日は1日17往復運転となった。それまでは、途中に交換駅はなく常時1編成を使用していた。
なお、毎年1月にはおでん列車、夏休み時期にはかぶと虫列車、8月にはビール列車、クリスマスシーズンにはサンタ列車を運行している。12月にはイルミネーション見学列車も運行される。
国鉄時代は1日13往復、5時から21時までの運行で、2往復は加古川線に直通し加古川駅発着であったが、粟生駅の加古川線への渡り線は北条鉄道移管後に撤去されており、同線へ直通することはできない。

## 全国初の閉塞方式導入について
北条鉄道は2019年（令和元年）8月2日に全国初となる保安システムとして票券指令閉塞式導入が国土交通省より許可された。
これにより無人駅である法華口駅での列車交換を可能とした。北条町駅内の指令員が全体の運行状況を統括。行き違いの際、列車の通行許可証の役割を果たす票券としてICカードを、運転士が法華口駅のICカードリーダーにタッチすることで信号を開通させるかもしくは票券箱に納めたり運転士間で手渡しをする。
2020年（令和2年）8月3日に始まった2列車運行習熟運転より、この方式が導入されている。

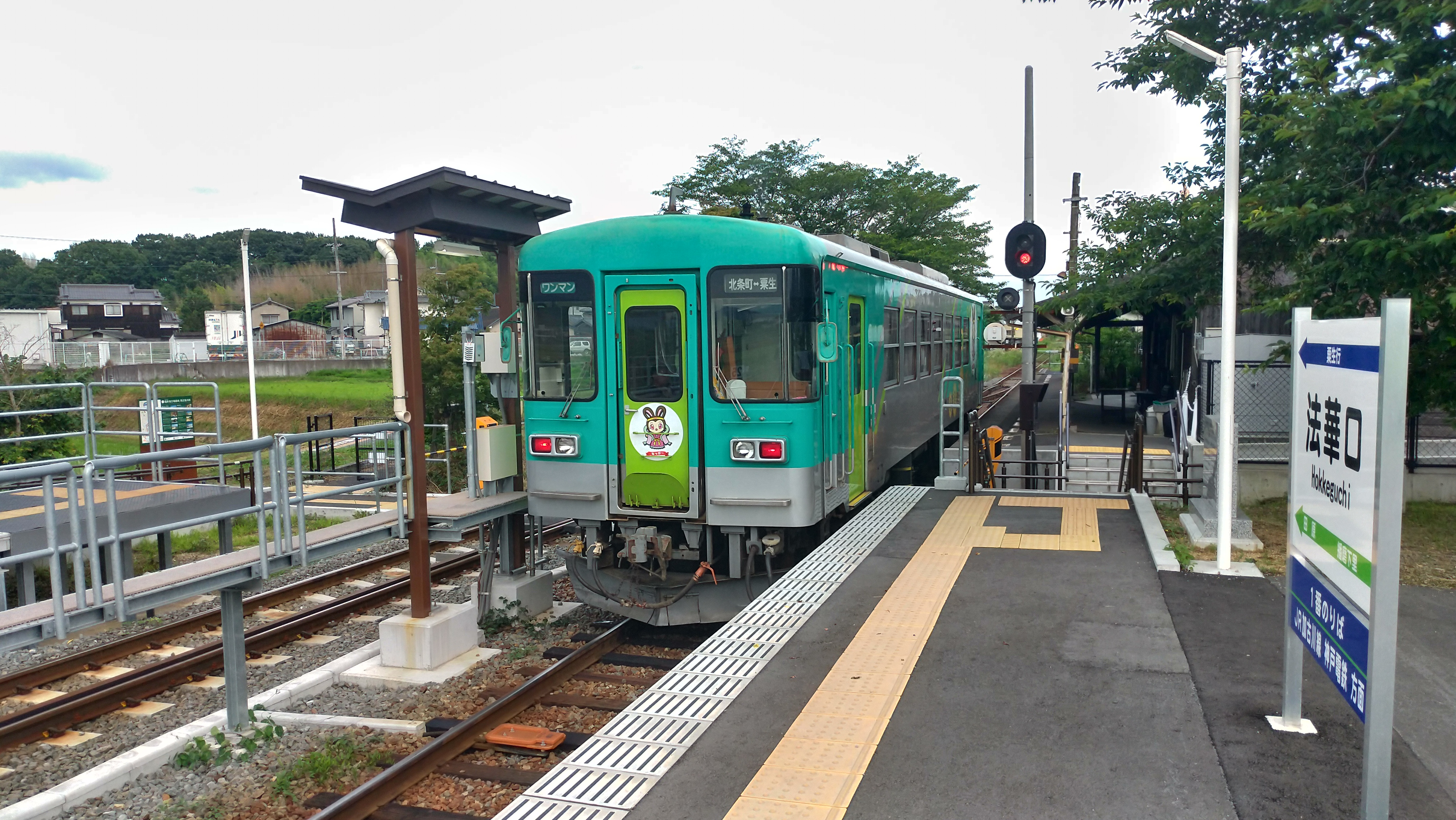
法華口駅の票券指令閉塞式関連設備。小さい屋根の下にICカードリーダーがある。
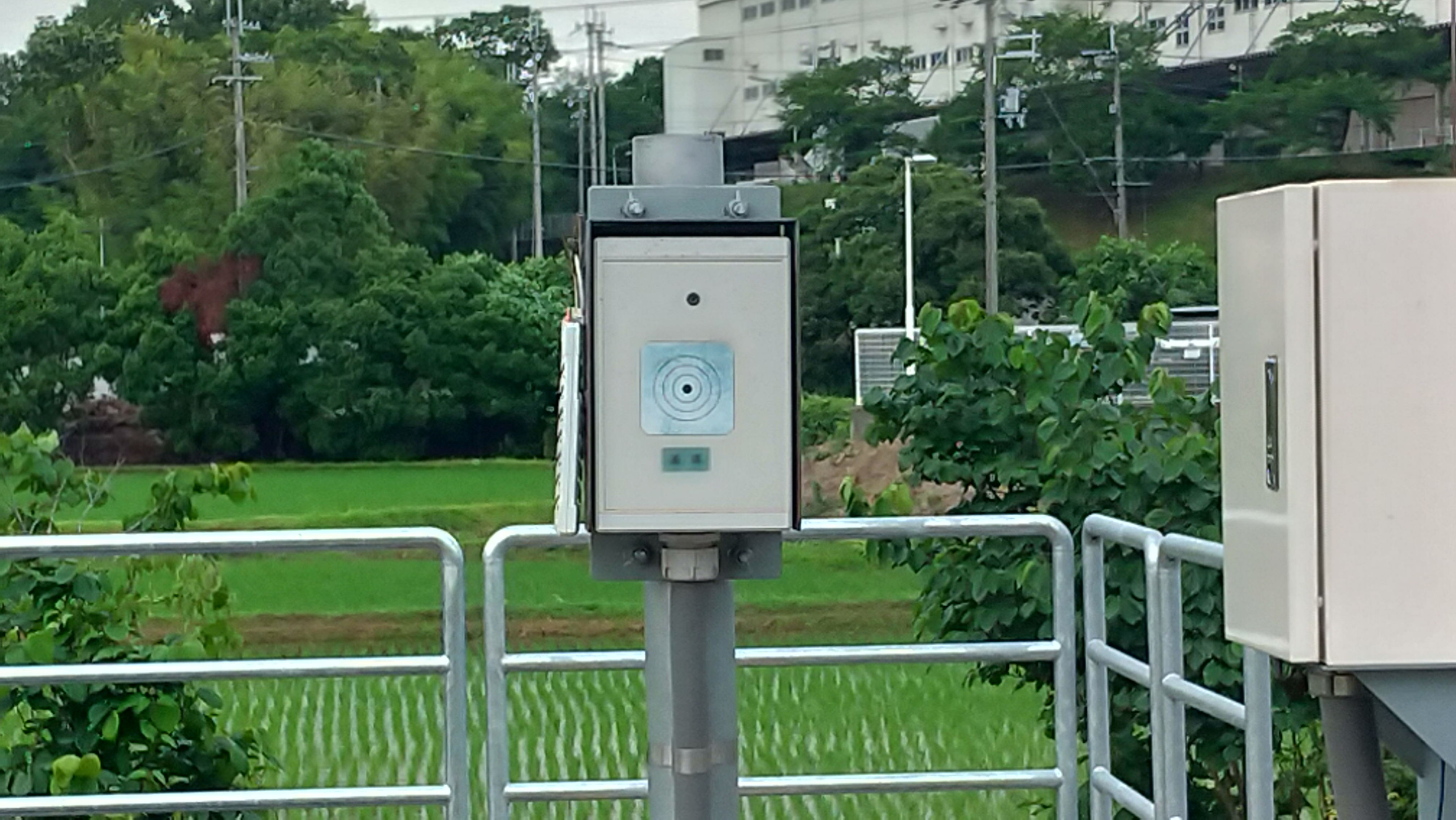
票券指令閉塞用ICカードリーダー

## 利用状況

### 輸送実績
北条線の近年の輸送実績を下表に記す（出典：加西市統計書及び鉄道統計年報（国土交通省鉄道局監修））。
表中、輸送人員の単位は万人。輸送人員は年度での値。表中、最高値を赤色で、最高値を記録した年度以降の最低値を青色で、最高値を記録した年度以前の最低値を緑色で表記している。
| 年度別輸送実績     | 年度別輸送実績                  | 年度別輸送実績                  | 年度別輸送実績                  | 年度別輸送実績                  | 年度別輸送実績  | 年度別輸送実績     |
| 年度               | 輸送実績（乗車人員）：万人/年度 | 輸送実績（乗車人員）：万人/年度 | 輸送実績（乗車人員）：万人/年度 | 輸送実績（乗車人員）：万人/年度 | 輸送密度 人/1日 | 特記事項           |
| ------------------ | ------------------------------- | ------------------------------- | ------------------------------- | ------------------------------- | --------------- | ------------------ |
| 年度               | 通勤 定期                       | 通学 定期                       | 定期外                          | 合計                            | 輸送密度 人/1日 | 特記事項           |
| 1985年（昭和60年） | 10.1                            | 11.9                            | 14.8                            | 36.8                            | 667             | 国鉄から移管・開業 |
| 1986年（昭和61年） | 9.0                             | 9.3                             | 15.2                            | 33.5                            | 637             |                    |
| 1987年（昭和62年） | 7.5                             | 9.3                             | 14.3                            | 31.1                            | 643             |                    |
| 1988年（昭和63年） | 6.4                             | 8.7                             | 14.6                            | 29.7                            | 616             |                    |
| 1989年（平成元年） | 6.0                             | 9.4                             | 15.2                            | 30.6                            | 647             |                    |
| 1990年（平成2年）  | 6.6                             | 11.1                            | 15.4                            | 33.1                            | 690             |                    |
| 1991年（平成3年）  | 6.9                             | 11.4                            | 18.3                            | 36.6                            | 708             |                    |
| 1992年（平成4年）  | 6.8                             | 11.5                            | 14.7                            | 33.0                            | 712             |                    |
| 1993年（平成5年）  | 5.5                             | 11.3                            | 14.4                            | 31.2                            | 677             |                    |
| 1994年（平成6年）  | 4.9                             | 12.5                            | 13.1                            | 30.5                            | 647             |                    |
| 1995年（平成7年）  | 4.2                             | 13.8                            | 13.6                            | 31.6                            | 683             |                    |
| 1996年（平成8年）  | 3.6                             | 13.7                            | 14.0                            | 31.6                            | 688             |                    |
| 1997年（平成9年）  | 3.6                             | 14.0                            | 13.2                            | 30.8                            | 641             |                    |
| 1998年（平成10年） | 3.4                             | 14.7                            | 12.1                            | 30.2                            | 634             |                    |
| 1999年（平成11年） | 3.3                             | 14.0                            | 12.1                            | 29.4                            | 619             |                    |
| 2000年（平成12年） | 3.5                             | 14.9                            | 11.2                            | 29.6                            | 630             |                    |
| 2001年（平成13年） | 3.4                             | 15.1                            | 10.5                            | 29.0                            | 616             | 北条町駅移転       |
| 2002年（平成14年） | 3.7                             | 15.6                            | 10.8                            | 30.1                            | 640             |                    |
| 2003年（平成15年） | 3.4                             | 15.4                            | 11.2                            | 30.0                            | 645             |                    |
| 2004年（平成16年） | 3.6                             | 15.5                            | 11.2                            | 30.3                            | 655             |                    |
| 2005年（平成17年） | 3.7                             | 16.8                            | 11.7                            | 32.1                            |                 |                    |
| 2006年（平成18年） | 3.1                             | 16.5                            | 11.5                            | 31.1                            |                 |                    |
| 2007年（平成19年） | 3.3                             | 16.4                            | 12.7                            | 32.4                            |                 |                    |
| 2008年（平成20年） | 3.1                             | 15.9                            | 13.1                            | 32.1                            |                 |                    |
| 2009年（平成21年） | 3.1                             | 15.8                            | 11.7                            | 30.6                            | 589             |                    |
| 2010年（平成22年） | 4.0                             | 16.0                            | 12.0                            | 32.0                            |                 |                    |
| 2011年（平成23年） | 3.8                             | 16.3                            | 12.2                            | 32.3                            |                 |                    |
| 2012年（平成24年） | 3.5                             | 17.5                            | 13.2                            | 34.2                            | 680             |                    |
| 2013年（平成25年） | 3.4                             | 16.8                            | 14.0                            | 34.2                            | 732             |                    |
| 2014年（平成26年） | 3.8                             | 17.9                            | 14.3                            | 35.8                            | 771             |                    |
| 2015年（平成27年） | 4.0                             | 16.3                            | 14.7                            | 35.0                            | 751             |                    |
| 2016年（平成28年） | 4.4                             | 14.6                            | 14.9                            | 34.0                            | 727             |                    |
| 2017年（平成29年） | 4.6                             | 13.8                            | 14.4                            | 32.8                            | 695             |                    |
| 2018年（平成30年） | 5.2                             | 13.3                            | 14.7                            | 33.2                            | 718             |                    |
| 2019年（令和元年） | 4.4                             | 14.1                            | 14.9                            | 33.4                            | 700             |                    |
| 2020年（令和2年）  | 5.0                             | 11.5                            | 11.3                            | 27.8                            | 395             |                    |
| 2021年（令和3年）  | 5.0                             | 16.1                            | 12.8                            | 33.9                            |                 |                    |
| 2022年（令和4年）  | 5.0                             | 17.2                            | 15.8                            | 38.0                            |                 |                    |

### 収入実績
北条線の近年の収入実績を下表に記す。表中、収入の単位は千円。数値は年度での値。表中、最高値を赤色で、最高値を記録した年度以降の最低値を青色で、最高値を記録した年度以前の最低値を緑色で表記している。
| 通勤定期           | 通学定期 | 定期外 | 手小荷物 | 合計 |        |       |        |
| 1985年（昭和60年） |          | ←←←←   |          |      |        |       |        |
| 1986年（昭和61年） |          | ←←←←   |          |      |        |       |        |
| 1987年（昭和62年） | 14,999   | 13,554 | 37,936   | 0    | 66,489 | 2,492 | 68,981 |
| 1988年（昭和63年） |          |        |          |      |        |       |        |
| 1989年（平成元年） |          |        |          |      |        |       |        |
| 1990年（平成2年）  |          |        |          |      |        |       |        |
| 1991年（平成3年）  | 14,780   | 16,789 | 40,989   | 0    | 72,538 | 2,767 | 75,305 |
| 1992年（平成4年）  |          |        |          |      |        |       |        |
| 1993年（平成5年）  |          |        |          |      |        |       |        |
| 1994年（平成6年）  |          |        |          |      |        |       |        |
| 1995年（平成7年）  | 9,133    | 20,211 | 37,634   | 0    | 66,978 | 1,895 | 68,873 |
| 1996年（平成8年）  |          |        |          |      |        |       |        |
| 1997年（平成9年）  |          |        |          |      |        |       |        |
| 1998年（平成10年） |          |        |          |      |        |       |        |
| 1999年（平成11年） |          |        |          |      |        |       |        |
| 2000年（平成12年） | 7,207    | 22,018 | 31,330   | 0    | 60,555 | 1,440 | 61,995 |
| 2001年（平成13年） |          |        |          |      |        |       |        |
| 2002年（平成14年） |          |        |          |      |        |       |        |
| 2003年（平成15年） |          |        |          |      |        |       |        |
| 2004年（平成16年） | 7,725    | 22,914 | 31,301   | 0    | 61,940 | 1,187 | 63,127 |
| 2005年（平成17年） |          |        |          |      |        |       |        |
| 2006年（平成18年） |          |        |          |      |        |       |        |
| 2007年（平成19年） |          |        |          |      |        |       |        |

## 歴史
1887年代（明治20年代）、京姫鉄道株式会社が園部駅から篠山、法華口駅周辺を経由し姫路駅に至る鉄道を計画していたが1903年（明治31年）に京姫鉄道株式会社の解散により実現しなかった。
大正時代になり播州鉄道が粟生駅 - 北条町駅間を開業し、播丹鉄道を経て戦時買収により国有化され北条線となった。国鉄再建法の規定により特定地方交通線に選定され、第三セクターの北条鉄道に転換された。
- 1915年（大正4年）3月3日 - 播州鉄道 粟生駅 - 北条町駅間（8.5M≒13.68km）が開業。網引駅、法華口駅、長駅、北条町駅開業[14]。
- 1916年（大正5年）6月3日 - 長駅 - 北条町駅間に横田村停留場開業[15]。
- 1917年（大正6年）8月14日 - 播鉄王子駅（現・播磨下里駅）開業[16]。
- 1919年（大正8年）12月22日 - 網引駅 - 法華口駅間に田原駅（初代）開業[17]。
- 1921年（大正10年）5月9日 - 横田村停留場休止[18]。
- 1922年（大正11年） 鉄道敷設法の別表第83号により、「兵庫県谷川ヨリ西脇、北条ヲ経テ姫路附近ニ至ル鉄道」が建設予定線になったが実現しなかった。
- 1923年（大正12年）12月21日 - 播丹鉄道に譲渡[19]。
- 1930年（昭和5年）4月1日 - 営業距離をマイル表記からメートル表記に変更（8.5M→13.7km）。
- 1934年（昭和9年）4月5日 - 休止中の横田村停留場廃止。
- 1935年（昭和10年）4月1日 - 田原駅（初代）を停留場に変更。
- 1943年（昭和18年）6月1日 - 播丹鉄道が国有化、北条線となる[20]。長駅 - 北条町駅間改キロ (+0.1km)。播鉄王子駅を播磨下里駅に改称。田原停留場廃止。
- 1945年（昭和20年）3月31日 - 試験飛行していた日本海軍の戦闘機「紫電改」が故障のため網引駅 - 法華口駅間に不時着して線路がずれ、直後に来た上り旅客列車が脱線転覆（北条線列車脱線転覆事故）。12人死亡、104人が負傷[16]。
- 1952年（昭和27年）2月18日 - 田原駅（2代目）開業（初代田原駅より0.2km法華口駅方）。
- 1961年（昭和36年）
  - 10月1日 - 横田仮乗降場開業。
  - 12月20日 - 横田仮乗降場を駅に変更し、播磨横田駅開業（旧・横田村停留場と同一地点）。
- 1974年（昭和49年）10月1日 - 貨物営業廃止[16]。
- 1981年（昭和56年）9月18日 - 特定地方交通線第1次廃止対象として廃止承認[16]。
- 1984年（昭和59年）5月25日 - 第三セクター鉄道への転換を決定[16]。
- 1985年（昭和60年）4月1日 - 北条鉄道に転換[16]。播磨横田駅 - 北条町駅間改キロ (-0.1km)。
- 1989年（平成元年）3月11日 - 昼12時台を1往復増発。
- 1992年（平成4年）3月14日 - 朝5時台を1往復削減。
- 1996年（平成8年）3月16日 - 夕方17時台を1往復増発。
- 2000年（平成12年）3月11日 - 1往復増発、17往復となる。
- 2001年（平成13年）11月20日 - 北条町駅移転[16] (-0.1km)。
- 2020年（令和2年）
  - 6月28日 - 法華口駅の列車交換設備の完成に伴い、同駅の新ホームが供用開始[21][22]。
  - 9月1日 - 法華口駅の列車交換設備が運用開始され[5]、平日朝3往復、夕方2往復の計5往復増便、平日22往復・土休日17往復運転となる[4][23]。
- 2021年（令和3年）3月13日 - 平日18時台を1往復増発、19、20時台を1往復ずつ減便、21往復となる[24]。

## 駅一覧
- 全駅兵庫県に所在。
- 線路（全線単線） … ◇：列車交換可、｜：列車交換不可

| 駅名       | 営業キロ | 営業キロ | 接続路線                                           | 線路 | 所在地 |
| 駅名       | 駅間     | 累計     | 接続路線                                           | 線路 | 所在地 |
| ---------- | -------- | -------- | -------------------------------------------------- | ---- | ------ |
| 粟生駅     | -        | 0.0      | 西日本旅客鉄道： 加古川線 神戸電鉄： 粟生線 (KB59) | ｜   | 小野市 |
| 網引駅     | 3.5      | 3.5      |                                                    | ｜   | 加西市 |
| 田原駅     | 1.1      | 4.6      |                                                    | ｜   | 加西市 |
| 法華口駅   | 1.5      | 6.1      |                                                    | ◇    | 加西市 |
| 播磨下里駅 | 1.9      | 8.0      |                                                    | ｜   | 加西市 |
| 長駅       | 1.8      | 9.8      |                                                    | ｜   | 加西市 |
| 播磨横田駅 | 1.6      | 11.4     |                                                    | ｜   | 加西市 |
| 北条町駅   | 2.2      | 13.6     |                                                    | ｜   | 加西市 |

法華口駅・播磨下里駅・長駅では大正時代以来の木造駅舎が現役で使用されており、播磨下里駅と長駅はプラットホームも同様である。これらについて、文化審議会は2013年11月に登録有形文化財とするよう文部科学大臣に答申した（法華口駅は便所も対象）。